# Onorivka
Onorivka  (ucraniano: Онорівка) es una localidad del raión de Berezivka en el óblast de Odesa de Ucrania. Según el censo de 2001, tiene una población de 193 habitantes.